# Schams-e Tabrizi

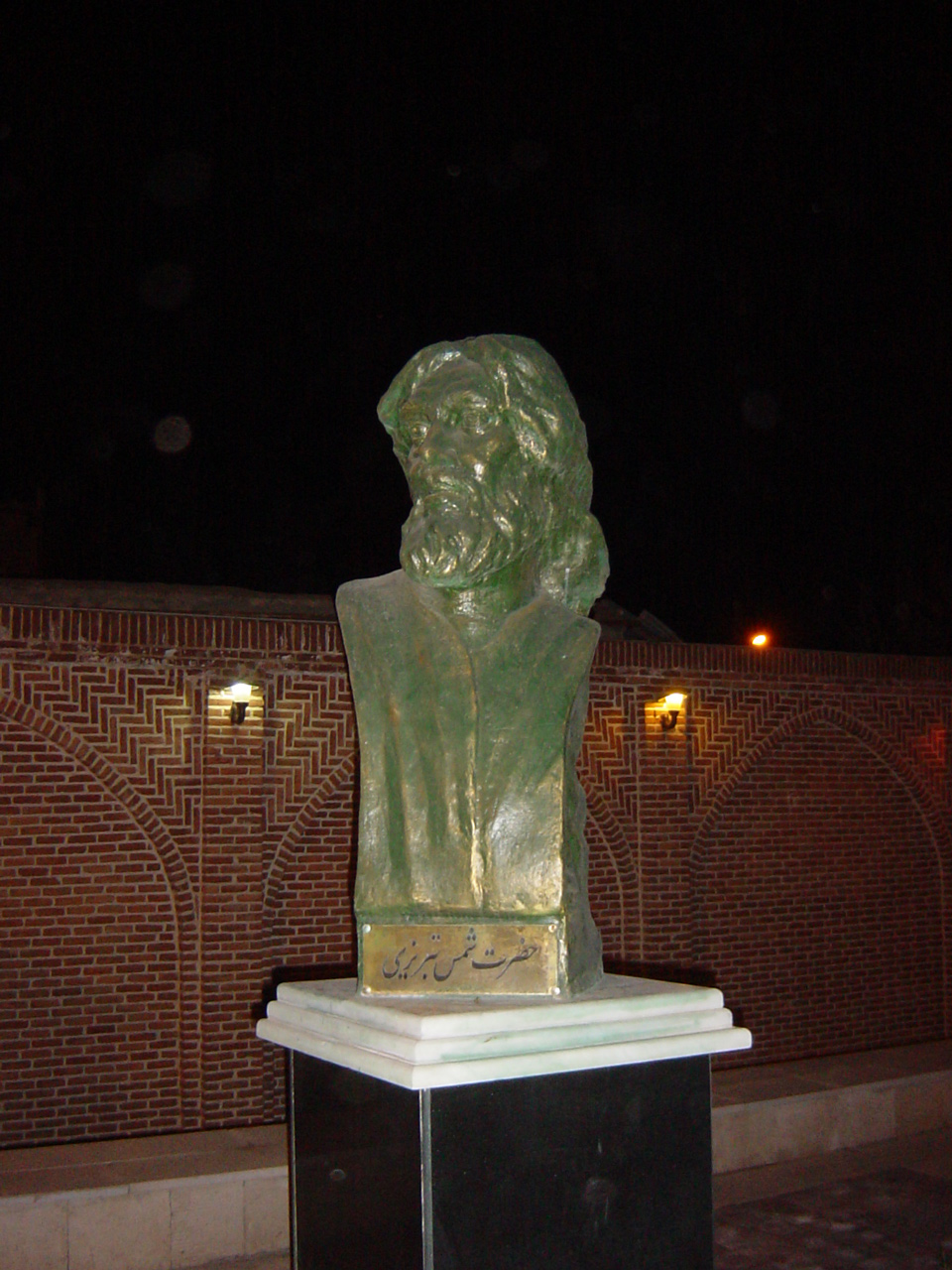
Büste Schams-e Tabrizis in seiner Begräbnisstätte in Choi

Schams-e Tabrizi, auch Schemseddin Muhammed (persisch شمس الدين محمد ابن على ابن ملك داد تبريزى, DMG Šams ad-Dīn Muḥammad ibn ‘Alī ibn Malik Dād-i Tabrīzī, in wörtlicher Anspielung auch „die Sonne von Täbris“), war ein persischer Mystiker des 12. und 13. Jahrhunderts. Geboren wurde er um 1185/1186 als Sohn des Gelehrten Ali ibn Malik Dad in der Stadt Täbris in Iran, was ihm später auch den Namenszusatz gab. Berühmt wurde er durch die lyrische Gedichtsammlung Diwan-e Schams-e Tabrizi, die Dschalāl ad-Dīn ar-Rūmī (1207–1273) verfasst und ihm als seinem Freund und Mentor gewidmet hatte. Schams-e Tabrizi starb um 1247/1248, und sein Grabmal befindet sich in Choi.
Weitere Schreibweisen des Namens sind türkisch Şems-i Tebrizi sowie englisch Shams-e Tabrizi, Shems-i Tebrizi, Shams al-Din Mohammed und Shemseddin Mohammed ibn Ali ibn Malik Dad. Der Sufi-Mystiker Schams-e Tabrizi wird häufig mit Schams ad-Din Muhammad († 1310) verwechselt, weil dieser die meiste Zeit seines Lebens im aserbaidschanischen Täbris verbrachte.

## Werk (Auswahl)
- Maqalat-e Shams-e Tabrizi. 2 Bände. Hrsg. von Mohammad-Ali Movahehed. Entesharat-e Khwarazmi, Teheran 1990.
- Me and Rumi. The Autobiography of Shems-i Tabrizi. Übersetzt, eingeleitet und mit Anmerkungen versehen von William C. Chittick, mit einem Vorwort von Annemarie Schimmel. Fons Vitae, 2005.